# دیوید رودز
دیوید رودز (انگلیسی: David Rhoads؛ زادهٔ ۲۷ مهٔ ۱۹۳۲) دوچرخه‌سوار اهل ایالات متحده آمریکا است. وی در بازی‌های المپیک تابستانی ۱۹۵۲ و ۱۹۵۶ شرکت کرده‌است.